# Томский военно-медицинский институт
Томский военно-медицинский институт — высшее военное учебное заведение для подготовки офицерских кадров медицинской службы ВС СССР.
Сокращённое наименование — ТВМедИ, ТВМИ. В 2010 году расформирован Приказом Министра обороны А.Э. Сердюкова.

## История
Подготовка военных медиков была инициирована в начале 1960-х гг. руководством Томского медицинского института (ТМИ), поддержанная министерствами обороны здравоохранения страны.
Томский военно-медицинский институт являлся правопреемником Военно-медицинского факультета, сформированного 1 июня 1965 года во исполнение постановления Совета Министров СССР от 30 декабря 1964 года № 1059-416 при Томском медицинском институте — высшем медицинском учебном заведении с университетскими традициями, идущими от Императорского Первого Сибирского университета, торжественное открытие которого состоялось 22 июля 1888 года. Здесь же в 1926—1929 военруком ТГУ, будущим зам.министра здравоохранения СССР А.Я. Кузнецовым впервые была создана кафедра военной медицины (медицины катастроф)[1].
В 1965 году в составе ТМИ был создан обособленный, специализированный Военно-медицинский факультет, слушатели которого являлись людьми военными, принимали присягу и носили военную форму курсантов военных вузов СССР. По итогам 6 лет обучения выпускникам с дипломом врача, как правило, присваивалось воинское звание «лейтенант военно-медицинской службы ВС СССР». С момента создания Военно-медицинский факультет возглавил боевой офицер, доцент, кандидат медицинских наук, полковник медицинской службы М.И. Рудич, участник боевых действий 1939 года в районе реки Халхин-Гол, прошедший Великую Отечественную войну, встретивший Победу в Берлине в должности начальника медицинской службы дивизии.
Работа по становлению и организации учебного процесса ВМФ ТМИ легла на плечи ректора Томского медицинского института академика И.В. Торопцева, профессоров, доцентов и ассистентов 24 кафедр: А.Г. Кучерианца, Б.И. Альперовича, Н.В. Шубина, Ю.Н. Штейнгардта, Е.Д. Красика, А.Г. Сватиковой, Т.И. Селицкой, В.П. Десятова, В.С. Рогачёвой, Г.И. Коваленко, Т.П. Прищепы, А.М. Целищева, Н.В. Беляева, В.И. Запускалова, М.М. Соловьёва, Т.Б. Альбицкой, В.И. Рыбникова, Н.Л. Тепляковой, Г.И. Цырова, Л.А. Паршиной, Т.Ф. Мариной, Е.А. Краснова, Т.В. Мальцевой, Н.И. Наумовой, В.В. Дудко, Н.Д. Стрельниковой, М.И. Зотовой, А.С. Саратикова и многих других.
С 1 сентября 1965 года начата подготовка врачей для Сухопутных войск, Военно-Морского Флота, Ракетных войск, Воздушно-десантных войск, войск противовоздушной обороны, и Комитета государственной безопасности СССР. Тактико-специальные, военно-специальные дисциплины изучались на собственных четырёх кафедрах факультета: организации и тактики медицинской службы, военно-полевой хирургии, военно-полевой терапии, военной эпидемиологии и военной гигиены. В учебном процессе использовались клиническая база Томского медицинского института, клинические больницы города и области, Томский гарнизонный военный госпиталь № 334.
В 1967 создана Кафедра токсикологии и медицинской защиты. Исследования кафедры лежали в плоскости проблем токсикологической безопасности, экологического мониторинга и определения новых неблагоприятных факторов внешней среды, как природного, так и техногенного характера, влияющих на здоровье населения страны и личного состава Вооружённых Сил СССР и затем Российской Федерации. В 1967—1974 гг. одним из преподавателей кафедры военно-полевой терапии был подполковник медицинской службы Герман Михайлович Яковлев, который в дальнейшем станет известным русским военным врачом, учёным-кардиологом, генерал-лейтенантом медицинской службы и начальником Военно-Медицинской Академии МО РФ (1988—1992), будет избран член-корреспондентом РАМН.
С 1970 года велась подготовка военных провизоров. Учебное учреждение являлось единственным высшим военно-медицинским учебным заведением, осуществлявшим первичную подготовка этих специалистов для Советской и Российской армии. Провизоры — выпускники ТВМИ составляли в 2000-е годы подавляющее большинство офицерских кадров учреждений военно-медицинского снабжения. В том же году в качестве профилирующей была введена отдельная дисциплина, а в 1975 году образована Кафедра организации военно-медицинского снабжения и фармации. Многочисленные исследования кафедры направлены на повышение качества медицинского снабжения Вооружённых сил страны, а также на создание и внедрение в практику новых лекарственных средств.
В 1982 году силами ВМФ ТМИ были построены 9-этажное общежитие для слушателей, столовая, стрелковый тир, новые хранилища для техники. Многие годы подростки Томска через решётку проспекта Кирова разглядывали бронетанковую технику (Т-55, БТР-70, БМД и др.), размещённую у плаца для проведения практических занятий по первой медицинской помощи раненым танкистам.
Федеральное государственное образовательное учреждение высшего профессионального образования «Томский военно-медицинский институт» Министерства обороны Российской Федерации (ФГОУ ВПО ТВМИ МОРФ) был создан 15 августа 1999 года во исполнение постановления Правительства Российской Федерации от 29 августа 1998 года № 1009 «О военных образовательных учреждениях профессионального образования Министерства обороны Российской Федерации» путём выделения в самостоятельный вуз Военно-медицинского факультета Сибирского государственного медицинского университета (бывший Томский медицинский институт Минздрава СССР).
В соответствии с директивой Генерального штаба 1999 года был проведён набор курсантов для подготовки специалистов со средним военно-специальным образованием. В июне 2002 года состоялся первый выпуск набора по новой для ТВМИ дополнительной специализации, выпущены 33 фельдшера, лейтенанты медицинской службы.
За 40 лет факультет/институт подготовил более 10 112 офицеров медицинской службы. 382 выпускника получили дипломы с отличием, 63 — с золотой медалью за успехи в обучении. Выпущено более трёх тысяч военных провизоров, в 2000-х гг. была начата подготовка военных фельдшеров. 
Институт оставил значительный след в отечественной военно-медицинской науке. В стенах учебного заведения подготовлены 21 доктор наук, 86 кандидатов наук, 17 профессоров, 77 доцентов. Изданы 23 монографии, 7 учебников и более 200 учебно-методических пособий, 8 научных сборников «Актуальные вопросы военной медицины», опубликованы более 1200 научных статей, получено свыше 60 патентов и 55 авторских свидетельств, выполнено около 20 заказных научно-исследовательских работ.
Широкую известность получили работы профессоров полковников медицинской службы А.К. Ревского, Г.Е. Соколовича, Г.Х. Риппа, А.В. Лирмана, А.А. Задорожного, В.В. Юркевича, М.В. Зеневича, Р.С. Баширова, профессоров Г.К. Жерлова, В.Д. Пояркова, Я.С. Васильцева.
За 44 года существования Института подготовлены 10 112 офицеров медицинской службы. 382 выпускника окончили Институт с отличием, 63 – с золотой медалью за успехи в обучении.
Военные городки института в 2013 году передали администрации города. На территории военного городка на проспекте Кирова планируется создать STEM-центр для одарённых детей, а военный городок на Никитина, дом № 8 планируется передать РПЦ.
Архив института передан в «Центр документации новейшей истории Томской области», адрес: улица Источная, дом № 2А, город Томск, 634050, телефон № 8 или +7 (3822) 51-20-17.

## Специальности
- лечебное дело (терапия, хирургия, врач общей практики, фельдшер (1999 — 2010 г.г.))
- фармация (провизор) (1970 — 2010 г.г.)

## Начальники института
- полковник медицинской службы Рудич М. И. (1965-1975)[7]
- полковник медицинской службы Шелест М. С. (1975-1988)[7]
- полковник медицинской службы Карандашев Е. В. (1988-1992)[7]
- генерал-майор медицинской службы Жаткин О. А. (1992 - 2007)[7]
- полковник медицинской службы Полковов С. В. (2007 - 2010)[7]

Учебное заведение (сначала обособленный Военный факультет Томского медицинского института, затем Томский военно-медицинский институт) было дислоцировано в уютных помещениях бывшего (1900—1919) Епархиального училища Русской православной церкви (ныне комплекс на углу пр. Кирова (дом № 49) и ул. Киевской (дом № 107). Этот комплекс был творением известного томского архитектора Константина Лыгина и является архитектурным памятником.
Институт занимал квартал, расположенный между проспектом Кирова, улицами Тверской, Усова и Киевской. После закрытия училища связи военно-медицинскому институту был передан комплекс зданий училища в квартале на пересечении улиц Никитина и Крылова.